# Farfalle del parco nazionale dei Monti Sibillini
All’interno del Parco sono state segnalate finora 143 specie di farfalle, un numero elevato in virtù dell’estensione dell’area protetta, della sua posizione geografica e della varietà di habitat che la caratterizzano. 

## Descrizione
La presenza di alcuni tra i maggiori rilievi dell’Appennino è associata a quella di numerose specie orofile che in Italia sono più ampiamente diffuse sulle Alpi, mentre a livello appenninico risultano circoscritte ai massicci montuosi più elevati e in generale vulnerabili agli effetti del riscaldamento climatico. Tra queste figurano ad esempio Parnassius apollo e Parnassius mnemosyne, entrambi in Direttiva Habitat 92/43/CEE, alcuni Licenidi (Lycaena hippothoe, Polyommatus damon, Polyommatus eros) e Ninfalidi (Boloria pales, Melitaea diamina, Melitaea varia, varie Erebia). Tra le Erebia rivestono interesse soprattutto Erebia pluto ed Erebia gorge, in diminuzione a livello appenninico, legate a pendii rocciosi e macereti situati ad oltre 2000 metri di quota. Aree di particolare pregio per le specie orofile sono quelle a maggior altitudine, come ad esempio il comprensorio del monte Argentella. 
Altre specie montane del Parco sono Anthocharis euphenoides e Polyommatus dolus (entrambe Quasi Minacciate secondo la Lista Rossa Nazionale), Coenonympha dorus e Coenonympha glycerion, tutte presenti anche in regioni del Nord Italia ma molto localizzate.
Tra le farfalle in Direttiva Habitat, oltre ai già citati Parnassius, nel Parco si trovano la ben diffusa Euphydryas aurinia e Phengaris arion, più localizzata e meritevole d’indagini conoscitive.  
Nell’area sono note anche specie limitate in Italia alle regioni centro-meridionali, come Carcharodus baeticus, non confermato in tempi recenti e considerato Quasi Minacciato nella Lista Rossa nazionale, Melanargia russiae e Coenonympha rhodopensis, conosciuta fino agli anni ’80 del secolo scorso anche lungo la catena del monte Baldo tra Veneto e Trentino ma non più confermata. Vi sono inoltre interessanti endemismi genetici come Lycaena thersamon, Pyronia cecilia e Hyponephele lupina, oltre a Iolana iolas, Quasi Minacciata secondo la Lista Rossa Nazionale, tutte specie segnalate in tempi non recenti e che necessitano conferme.